# Dobrča
Dobrča je 1634 m visoka gora v Kamniško-Savinjskih Alpah. Nahaja se nad Tržičem in Begunjami, pod vrhom pa se nahaja planinska koča na višini 1478 m. Koča je v poletni sezoni odprta vsak dan, v zimski pa od četrtka do nedelje. V bližini koče se nahaja tudi Podgorska planina, na kateri stoji Lovska koča na Dobrči. Pod Dobrčo leži Dobraško polje, poimenovano po dominantni gori, ki je vidna z njega.

## Možni dostopi
Najkrajši pristop je iz Bistriške planine, najdaljši pa iz Podljubelja, skupaj pa na Dobrčo vodi 15 različnih poti z izhodišči v okolici Begunj in Tržiča.